# Commerzbank
Commerzbank AG – drugi co do wielkości bank w Niemczech (zaraz po Deutsche Bank) z siedzibą we Frankfurcie nad Menem. Założony został w 1870 r. w Hamburgu jako Commerz- und Disconto-Bank.
Bank posiada rozległą sieć oddziałów w Niemczech i Europie (jest obecny m.in. w Luksemburgu, Polsce, Hiszpanii i Szwajcarii) z dominującą pozycją w bankowości elektronicznej. W Polsce bank jest głównym akcjonariuszem mBanku.
Z powodu kryzysu finansowego Commerzbank otrzymał 18,2 mld euro pomocy od rządu niemieckiego w zamian za objęcie pakietu 25% akcji banku.
W lipcu 2019 ogłoszono, że Europejski Bank Centralny i niemiecki regulator finansowy BaFin prowadzą dochodzenie przeciw Commerzbankowi pod kątem ułatwienia jego spółce zależnej, mBankowi, sprzedaży toksycznych produktów finansowych w Polsce, a także w związku z potencjalnym uchylaniem się od płacenia podatków wynikającym z finansowania przez Commerzbank toksycznych produktów finansowych mBanku powiązanych z frankiem szwajcarskim.